# فیلسوفان سده نوزدهم
فیلسوفان سده نوزدهم می‌تواند به یکی از موارد زیر اشاره داشته باشد:

## ۱۸۰۰-۱۸۵۰
- هگل
- شوپنهاور
- برنارد بولتسانو
- لودویگ فوئرباخ
- دومورگان
- کی‌یرکگارد
- جرج بول

## ۱۸۵۰-۱۹۰۰
- کارل مارکس
- استوارت میل
- هربرت اسپنسر
- میخائیل باکونین
- فردریش نیچه
- گوتلوپ فرگه
- لویس کارول
- امیل دورکهایم
- ویلیام جیمز